# Make Up (песня Vice и Джейсона Деруло)
«Make Up» — песня американского диджея Vice и американского певца Джейсона Деруло, при участии американской певицы Эйвы Макс. Песня была выпущена 23 октября 2018 лейблом Atlantic Records.

## Отзывы критиков
Майк Васс из Idolator описал песню как «фанк-тяжёлый взрыв о радостях примирения», а BroadwayWorld заявил, что она «сливает шелковистый фальцет Деруло с неотразимым вокалом Макс для окончательного гимна „поцелуй и макияж“». Paper чувствовал, что песня инкапсулировала «фирменную смесь знойного и жизнерадостного поп-фанка, которую мы полюбили и ожидаем от Деруло со времён его песни „Whatcha Say“».

## Музыкальное видео
Музыкальное видео вышло 23 октября 2018 года. В нём показан Деруло, демонстрирующий свою хореографию и позы без рубашки, вместе с Макс, отдыхая у бассейна. По состоянию на апрель 2022 года видео набрало более 7 миллионов просмотров на YouTube.

## Список композиций
| №  | Название                      | Длительность |
| -- | ----------------------------- | ------------ |
| 1. | «Make Up» (featuring Ava Max) | 2:40         |

| №  | Название                                 | Длительность |
| -- | ---------------------------------------- | ------------ |
| 1. | «Make Up» (featuring Ava Max) (Acoustic) | 2:59         |

| №  | Название                                           | Длительность |
| -- | -------------------------------------------------- | ------------ |
| 1. | «Make Up» (featuring Ava Max) (Black Caviar Remix) | 3:34         |

| №  | Название                                   | Длительность |
| -- | ------------------------------------------ | ------------ |
| 1. | «Make Up» (featuring Ava Max) (MOTi Remix) | 2:50         |

## Чарты
| Чарт (2018)                    | Высшая позиция |
| ------------------------------ | -------------- |
| New Zealand Hot Singles (RMNZ) | 40             |

## История релиза
| Регион | Дата            | Формат                       | Лейбл    | Примечания   |
| ------ | --------------- | ---------------------------- | -------- | ------------ |
| Разные | 23 октября 2018 | Цифровое скачивание стриминг | Atlantic | [ 6 ] [ 11 ] |